# چارنا (استان لهستان کوچک‌تر)
چارنا (به لهستانی:  Czarna) یک روستا در لهستان است که در گمینا اوشچیه گورلیتسکیه واقع شده‌است.